# يوجين كون
يوجين كون (بالإنجليزية: Eugene Coon)‏ هو عسكري أمريكي، ولد في 15 نوفمبر 1929 في بيتسبرغ في الولايات المتحدة، وتوفي في 15 أكتوبر 1998.